# Eilema vadoniana
Eilema vadoniana är en fjärilsart som beskrevs av De Toulgoët 1984. Eilema vadoniana ingår i släktet Eilema och familjen björnspinnare. Inga underarter finns listade i Catalogue of Life.